# 거짓 주인공
허구에서 거짓 주인공은 독자가 주인공이라 가정하지만 나중에는 아니라고 밝히는 등장인물을 구축하여, 종종 관객의 선입견을 속여 줄거리가 더 부조화 또는 더 기억에 남을 수 있도록 하는 데 사용되는 문학 기법이다. 거짓 주인공은 주인공처럼 가상의 작품의 시작부터 등장하지만, 이야기 내의 역할이 바뀌거나 그들을 죽임 (일반적으로 쇼크 밸류나 플롯 트위스트로)으로써 사라진다 (조연, 이야기를 나가는 등장인물로 만들거나 악역으로 내보인다).

## 같이 보기
- 플롯 트위스트
- 냉훈 청어
- 반영웅
- 거짓 영웅